# Франко Де Педріна
Франко Де Педріна (італ. Franco De Pedrina, 27 січня 1941) — італійський академічний веслувальник.
Срібний призер Олімпійських Ігор 1964 року в складі розпашної четвірки зі стерновим.
Бронзовий призер Чемпіонату Європи 1964 року в складі розпашної четвірки зі стерновим.